# Carlos Vallejo
Carlos Danilo Vallejo López (Riobamba, 20 de octubre de 1939) es un ingeniero agrónomo y político ecuatoriano. Entre los cargos públicos que ha ocupado se cuentan diputado nacional en cuatro periodos, presidente del Congreso Nacional y dos veces ministro de agricultura.

## Biografía
Nació el 20 de octubre de 1939 en Riobamba, provincia de Chimborazo. Realizó sus estudios superiores en la Universidad Central del Ecuador, obteniendo en 1966 el título de ingeniero agrónomo.
Participó como delegado del gobierno ecuatoriano en varios foros internacionales, en particular la Conferencia Mundial y Regional de FAO y Naciones Unidas. En 1979 se convirtió en asesor del vicepresidente Osvaldo Hurtado Larrea. Luego de que Hurtado ascendiera a la presidencia fue nombrado ministro de agricultura y ganadería, ocupando el cargo hasta 1983.
Para las elecciones legislativas de 1988 fue elegido diputado nacional en representación de la provincia de Pichincha por el partido Democracia Popular (DP). Durante el periodo fue presidente de la comisión de lo económico, agrario industrial y comercial.
En las elecciones de 1992 fue elegido para un nuevo periodo como diputado por la DP. Seguidamente fue elegido presidente del Congreso Nacional con los votos de la DP, Partido Roldosista Ecuatoriano, Partido Unidad Republicana, Movimiento Popular Democrático, Izquierda Democrática, Frente Radical Alfarista, Partido Liberal Radical Ecuatoriano y Concentración de Fuerzas Populares, que se unieron para impedir que el Partido Social Cristiano pudiera ganar la presidencia para Heinz Moeller, diputado de su bancada.
En las elecciones de 1996 fue reelecto como diputado por la DP.
Para las elecciones legislativas de 2002 se pasó al Partido Renovador Institucional Acción Nacional y fue elegido para un nuevo periodo como diputado en representación de Pichincha. Una vez iniciado el periodo fue nombrado presidente de la comisión de asuntos internacionales y defensa.
Durante la Rebelión de los forajidos fue uno de los diputados que fueron agredidos por la multitud que se tomó el edificio CIESPAL, donde poco antes se había votado a favor de cesar al presidente Lucio Gutiérrez y nombrar como sucesor al vicepresidente Alfredo Palacio. Días después renunció a su curul aseverando que aceptaba el pedido del pueblo de que se fueran todos los legisladores.

### En el gobierno de Rafael Correa
El 15 de enero de 2007 fue designado ministro de agricultura y ganadería por el presidente Rafael Correa, a quien había apoyado durante su campaña presidencial. Durante su gestión destaca la importación de 12.500 toneladas de urea desde Venezuela para ser entregada a pequeños productores agrícolas. Renunció en enero de 2008 aseverando que lo hacía al haberse cumplido un año desde que asumió el cargo.
En julio de 2008 fue nombrado integrante del directorio del Banco Central a pedido del presidente Correa, aprobándose su designación en la Asamblea Nacional con 68 votos a favor. Días después fue designado presidente del organismo por su directorio. Ocupó el cargo hasta diciembre de 2009, presentando su renuncia luego de recibir críticas del presidente Correa por la lentitud con que se tramitaba la repatriación de reservas de la entidad que él había solicitado.
En julio de 2010 fue designado embajador de Ecuador en Italia. Durante su tiempo en el cargo tuvo lugar un sonado caso de narcotráfico en que una valija diplomática con 40 kilos de cocaína arribó al consulado de Milán. En enero de 2013 fue cesado de su puesto. Ante la especulación respecto a su salida afirmó que la misma no se dio por motivos de la valija diplomática sino porque deseaba volver a Ecuador.